# Río Abangares
El río Abangares es un río de Costa Rica, perteneciente a la vertiente del océano Pacífico.
Nace en la sierra minera de Tilarán, de la confluencia del río Aguas Claras y la quebrada Gondolona y desemboca en la margen este del golfo de Nicoya. Su cauce tiene una dirección noreste-suroeste, recorre el cantón de Abangares, al cual da nombre, en la provincia de Guanacaste. Sus principales afluentes son los ríos Aguacaliente, Zapote, San Juan, Congo y Cañamazo. El río Abangares es límite natural entre las provincias de Guanacaste y Puntarenas.
Su nombre proviene del vocablo indígena Avancari, nombre de un rey chorotega de la región. En el idioma náhuatl, esta palabra significa "dueños de casas que tienen esteros", posiblemente porque los indígenas construían sus viviendas en las orillas del río.
La cuenca del río Abangares, de 1362.5 km², es la cuenca más instrumentada de Costa Rica, ya que cuenta con tres estaciones fluviográficas y seis estaciones meteorológicas. Sus aguas son usadas principalmente para riego. Las llanuras adyacentes se utilizan para la ganadería. La ciudad más cercana es Las Juntas de Abangares, cabecera del cantón.